# Echinoderes bermudensis
Echinoderes bermudensis är en djurart som tillhör fylumet pansarmaskar, och som beskrevs av Higgins 1982. Echinoderes bermudensis ingår i släktet Echinoderes och familjen Echinoderidae. Inga underarter finns listade i Catalogue of Life.